# Cujorius One
Cujorius One er et Dansk elektronisk musik projekt indenfor progressiv trance og techno, bestående af ét medlem; Bjørn Jacobsen (f. 1981)
Under dette navn har "gruppen" udgivet fem fulde albums, en enkelt EP og adskillige enkeltnumre brugt på trance og techno udgivelser.

## Gruppen
blev dannet i 1996, I klampenborg og havde i starten flere forskellige navne som; Anjuna Selene, Cujo, Mobile Flower, Gung Gaga, Anormal Dong m.fl.
En længere eksperimenterende periode fra 1996 til 2000 og i forbindelse med Bjørn Jacobsens gymnasielle uddannelse fra Øregård Gymnasium, gjorde at det først var i 1999 at selve navnet Cujorius One blev skabt og i 2001 kom den første rigtige udgivelse under dette navn på en opsamling fra Leviathan Records i Tyskland, i form af nummeret Buffalo Killer, på, den nu fuldstændig udsolgte, CD opsamling af navnet: Digital X-Perience.
Fra 1996 til 1999 blev navnet Cujorius One brugt, men ikke som et officielt navn for gruppen, da denne skiftede navn ofte og også benyttede sig af det dengang spirende liv på internettet til at skabe mystik omkring gruppen, bl.a. ved at påstå at gruppen bestod af flere end ét medlem.

## Medlemmer
Bjørn Jacobsen (f. 1981 - i København, Danmark - Hvidovre Hospital)
Går under det officielle synonym og kunstnernavn: Cujo A. Hora som en slags frontfigur af gruppen, men der er også benyttet andre synonymer, samt at disse optræder på flere af gruppens udgivelser samtidig. Cujo A. Hora har dog altid stået som producer og komponist på alle Cujorius One udgivelser, uanset andre kombinationer af navne.
Bjørn Jacobsen er konservatorieuddannet musiker fra Det Jyske Musikkonservatorium indenfor Elektronisk Musik Komposition (2011) og har efterfølgende en Cand.IT. i Audio Design fra Aarhus Universitet (2016). er yderligere krediteret på adskillige spil, Tv optagelser og kort og feature film titler som sound designer.

## Synonymer og kunstnernavne
Cujo A. Hora (Cujo), det officielle kunstnernavn som frontfigur for Cujorius One.
DJ Cujo. Kunsternavn som ofte blev brugt af koncertarrangører, uden egentlig officielt at være benyttet af kunstneren selv.
Barney Jacobs, kunsternavn benyttet i forbindelse med Cujorius One udgivelser og en fiktiv uenighed i gruppen i 1999.
Nicholas Titti, kunstnernavn benyttet i forbindelse med en enkelt Cujorius One udgivelse og flere numre produceret under Anormal Dong, også en del af den fiktive uenighed som efter sigende skulle have splittet bandet i to, efter en uenighed imellem Cujo og Barney. Nicholas Titti var den tredje person der bragte parterne sammen igen efter at de hver især havde udgivet nye numre på, det dengang meget benyttede, MySpace.com under navnene Front Minimále og Cujo.
fra 2011 og frem, hvor der ikke er nogen officielle Cujorius One udgivelser har Bjørn Jacobsen benyttet sig af andre kunstnernavne såsom WhiteNoiseTrash og Dov Ben-Yakov.

## Udgivelser
Der findes ikke en præcis oversigt over udgivelserne fra Cujorius One og Front Minimále, da de fleste hjemmesider dengang var nye og opdateringer ikke skete automatisk. En stor del af de tidligere udgivelser til den dengang aktive undergrunds techno og trance scene i Danmark og Europa kan dog findes via et større uudgivet katalog over trance og goa musik fra '80 og '90erne. The Unreleased goa project, et forsøg på at skabe en komplet liste over alle de ikke udgivne numre fra perioden, men som stadig florerede i miljøet på DAT bånd som blev brugt af DJ's dengang. 
Dog er det tætteste man kommer på en komplet liste over alle de mange enkelte værker som er udgivet at finde på Wikivibes De mange udgivelser på forskellige opsamlinger, spotify, iTunes osv. skyldes bl.a. en uenighed om rettighederne til udgivelserne af disse værker imellem gruppen og det opkøbte Crotus records. Uden nogen uoverensstemmelse med Crotus Records før disse blev opkøbt.
- 2000:
  - Anjuna Selene (Demo CD) - Freeflower Records.
- 2001:
  - Buffalo Killer (Leviathan Records)
  - Insane Dreamer EP - 12" Vinyl - 3 skæringer (Leviathan Records)Havde et fejlprint på coveret og et nummer blev fejltrykt og udgivet som et andet. Selve værket Insane Dreamer er således slet ikke at finde på EPen, men værket Intimidation er at finde på udgivelsens A side i stedet. Grundet værkernes fejlplaceringer og fejl i trykken, blev Morten Osted (Nu Oliver Osted) ikke krediteret korrekt for sin medvirken på både Rock Beneath You og Intimidation.
- 2002:
  - Alien Snack Bar (Leviathan Records)
  - Muggert (Udgivet med projektet Tenka, bestående af yderligere Jesper Eskildsen- Leviathan Records
  - Draw The Dot (Global Trance Network / NovaTekk GmBH - udgivet på Pulse Vol. 12)
  - Broken Neck (Traktor Schalllabor) (Udgivet med projektet Tenka)
- 2003:
  - The Twisted Fairytales (Novatekk GmBH / GTN - Tilbagetrukket udgivelse, fuldt album. 10 skæringer. Aldrig udgivet efterfølgende)
  - Stereo Noise (Innersound Records)Storyteller (Innersound records - udgivet under navnet Front Minimále)
- 2004:
  - Gelfing Gaggle (Zenon Records)
- 2005:
  - 95.5 Radio Joint. (Zenon Records)
  - Genetic Spin - Lord of the Strings (Cujorius One Remix - Groove Zone Records)
- 2006:
  - Creating A Second Sun (Zenon Records) Fuldt album med 10 skæringer.
  - Twist The Truth (Cosmic Conspiracy Records)
- 2007:

The Art of Mindfucking, Fuldt album. 11 skæringer (Headstick records, senere genudgivet på Crotus Records)
- 2008:
  - Cat in Bag - Bag In River EP (Soundmute Records) 4 skæringer. Inkl. Moses - Trukket i Lyden Remix og yderligere to numre oprindeligt skrevet under navnet Handbuch med Simon Towity fra Generic Spin.
- 2009:
  - London - Paris - Hanover - New York (Plusquam Records) Fuldt album 8 Skæringer. Er at finde på iTunes, Beatport o.lign.
  - A Sunday To F**k up Your Monday (Crotus Records) Fuldt album 8 Skæringer. Er at finde på iTunes, Beatport o.lign.
  - Evi LL EP (Soundmute Records) 2 skæringer.
- 2010:
  - OPSY - Commit Charge (Cujorius One Remix)]
  - Challenges of the kites (Celebral Storm)
- 2011:
  - Sellafield 2 (Zenon Records)
  - The SAW EP (Udgivet som Tenka, med Ole Lysholt og Jesper Eskildsen) 3 skæringer.